# Karsten Storck
Karsten Storck (* 24. April 1973 in Gütersloh) ist ein deutscher Kirchenmusiker und Domkapellmeister.

## Leben
Karsten Storck begann seine musikalische Laufbahn als Mitglied des Knabenchors der St.-Pankratius-Kirche in Gütersloh. Seinen ersten Klavier- und Orgelunterricht erhielt er von Paul-Leo Leenen. Im Erzbistum Paderborn nahm er von 1990 bis 1993 am Ausbildungsgang zum Kirchenmusiker im Nebenamt (C-Kurs) teil. Zwischen 1994 und 2000 war er Kirchenmusiker in St. Paulus (Harsewinkel) und St. Johannes der Täufer (Greffen), zunächst im Nebenamt, seit 1998 als hauptamtlicher Kantor. Bei den Orgellehrern Christoph Grohmann (Rheda-Wiedenbrück) und Georg Gusia (Bielefeld) bildete er sich musikalisch weiter. 
Storck studierte von 1997 bis 2003 Katholische Kirchenmusik und Musikpädagogik an der Folkwang Universität der Künste in Essen bei Markus Eichenlaub, Gisbert Schneider und Roland Maria Stangier (Orgel) sowie Guido Knüsel (Chorleitung). Dieses Studium wurde ihm durch das Cusanuswerk ermöglicht. Aufgrund eines Stipendiums des Landes Nordrhein-Westfalen nahm er 2002 an der Internationalen Altenberger Orgelakademie für Improvisation teil. 2005 legte er sein Konzertexamen im Fach Orgel mit dem Prädikat „mit Auszeichnung“ ab. Zu seinen weiteren Lehrern zählen Thierry Mechler (Lyon), Peter Planyavsky (Wien) und Wolfgang Seifen (Berlin). 
Von 2002 bis Februar 2005 war er Seelsorgebereichsmusiker in St. Laurentius (Wuppertal). Die musikalische Arbeit mit Kindern und Jugendlichen bildete einen Schwerpunkt seiner Arbeit im Pfarrverband. Der Landesmusikrat Nordrhein-Westfalen förderte seine Kindermusicals, die als Projekte in den Schulferien durchgeführt wurden.
2005 wurde er als Domkantor an den Mainzer Dom berufen. Dort übernahm er die Leitung des Mädchenchores an Dom und St. Quintin. Zudem hat er seit Oktober 2005 einen Lehrauftrag für das Fach Kinderchorleitung am Institut für Kirchenmusik Mainz. Am 22. März 2012 gab Domdekan Prälat Heinz Heckwolf bekannt, dass Storck zum 1. August 2012 Nachfolger des damaligen Domkapellmeisters Mathias Breitschaft würde, der Ende Juli 2012 in den Ruhestand ging. Storck leitet seitdem den Mainzer Domchor (Knabenchor), die Domkantorei St. Martin sowie das Domorchester und ist für die mehr als 400 Musiker in allen Ensembles der Mainzer Dommusik verantwortlich.
Im Mai 2019 wurde Storck zum Honorarprofessor der Johannes Gutenberg-Universität Mainz ernannt.